# Survivor (Survivor)
Survivor è l'album di esordio dei Survivor, uscito nel 1979. Nonostante i brani molto ben elaborati, come Somewhere In America e Youngblood (brano influenzato da una scia progressive rock il cui riff ispirerà la band due anni dopo sulla composizione del brano Eye of the Tiger), l'album non ebbe il successo sperato, si piazzò infatti al 169º posto nella Billboard 200, e il singolo Somewhere In America si piazzò solo 70º nella Billboard Hot 100. Il secondo singolo Rebel Girl non andò meglio e finì al 103º posto in classifica, il brano inizialmente non fu inserito nell'album, fu inserito solo come traccia numero sei della ristampa del 2010. Per l'album fu anche registrata un'altra traccia chiamata Rockin' into The Night, che però venne rifiutata da Ron Nevison, produttore della band, che la definì "troppo Southern". La band dette il brano ai 38 Special, che fecero del brano uno dei loro più grandi successi. L'albumn inoltre è l'unico registrato col bassista Dennis Johnson e col batterista Gary Smith che lasceranno il gruppo nel 1980.

## Tracce
1. Somewhere In America
2. Can't Getcha Offa My Mind
3. Let It Be Now
4. As Soon As Love Finds Me
5. Youngblood
6. Love Has Got Me
7. Whole Town's Talking
8. 20/20
9. Freelance
10. Nothing Can Save Me (From Your Love)
11. Whatever It Takes

## Formazione
- Dave Bickler - voce e tastiere
- Frankie Sullivan- chitarra elettrica
- Jim Peterik - chitarra e tastiere
- Dennis Johnson - basso elettrico, Moog
- Gary Smith - batteria